# BrooklynVegan
BrooklynVegan és una revista digital de música estatunidenca fundada el 2004 en forma de blog per David Levine. L'empresa té la seu al barri de Brooklyn i originalment es va centrar en el menjar vegà i l'escena musical de la ciutat de Nova York, abans d'ampliar el seu abast per a donar cobertura a artistes i esdeveniments musicals de tot el món.
El 2013, BrooklynVegan va adquirir el webzine dedicat al heavy metal Invisible Oranges. El juliol de 2015 BrooklynVegan es va convertir en una filial del conglomerat de mitjans de comunicació Townsquare Media a través de Townsquare Music. El 2021 l'empresa de comerç electrònic Project M Group va comprar BrooklynVegan i les seves filials. Com a part de la nova associació, BrooklynVegan i Invisible Oranges van presentar una nova botiga en línia que ven discos de vinil, samarretes i roba de grups, així com joguines i objectes de col·lecció.